# جوزيبي كريفيلي
جوزيبي كريفيلي (بالإيطالية: Giuseppe Crivelli)‏ هو مجدف إيطالي، ولد في 5 أكتوبر 1900 في ميلانو في إيطاليا، وتوفي في 1950.

## وصلات خارجية
- جوزيبي كريفيلي على موقع الاتحاد الدولي للتجديف (الإنجليزية)
- جوزيبي كريفيلي على موقع اللجنة الأولمبية الدولية (الإنجليزية)
- جوزيبي كريفيلي على موقع اللجنة الأولمبية الدولية (الإنجليزية)
- جوزيبي كريفيلي على موقع أوليمبيديا (الإنجليزية)
- جوزيبي كريفيلي على موقع اللجنة الأولمبية الإيطالية (الإيطالية)